# Onitis perpunctatus
Onitis perpunctatus är en skalbaggsart som beskrevs av Vladimir Balthasar 1963. Onitis perpunctatus ingår i släktet Onitis och familjen bladhorningar. Inga underarter finns listade i Catalogue of Life.